# Murrieta
Murrieta är en stad (city) i Riverside County, i delstaten Kalifornien, USA. Enligt United States Census Bureau har staden en folkmängd på 105 857 invånare (2011) och en landarea på 87 km².